# 호킨스 대 맥기 사건
호킨스 대 맥기 사건(Hawkins v. McGee, 84 N.H. 114, 146 A. 641 (N.H. 1929))은 뉴햄프셔주 대법원에 의해 선고된 계약법내 중요한 판례이다. 영화 하버드의 공부벌레, 세상을 바꾼 변호인에 소개된 판례로 유명하며 로스쿨에서 종종 거론되는 판례 중 하나이다.
호킨스씨의 손은 감전되어 의사인 맥기에 흉터를 제거해줄 것을 요청하였다. 맥기는 손을 100퍼센트 완벽히 복원해줄것을 장담하였다. 맥기는 호킨스의 가슴 피부를 떼어내 피부를 이식하는 수술을 시행했지만 흉터 치료에 실패했을 뿐만 아니라 손바닥에서 가슴 털이 자라나게 만들었다. 이에 호킨스는 맥기를 상대로 소송을 제기하였으나 정신적, 육체적 고통의 배상은 기각되었고, 항소심에선 계약위반을 근거로 하여 배상금을 지급하라는 판결이 나왔다.주요 법적 쟁점으론 어떤 종류의 법적 보상을 하는냐이다.